# محمد علي الجهاردهي
الميرزا محمد علي بن نصير بن زين العابدين الچهاردهي الرشتي النجفي (1252 هـ - 1334 هـ). هو رجل دين وفقيه شيعي إيراني كانت ولادته بگيلان الإيرانية، وقد توفي والده وهو ابن إحدى عشرة سنة؛ فهاجر إلى قزوين ليلتحق بالحوزة العلمية فيها، ثم رحل إلى كربلاء فالنجف في عصر المرجع مرتضى الأنصاري فتتلمذ على أساتذة الحوزة النجفية سيّما حسين الكوهكمري.

## مؤلفاته
| - حاشية مبسوطة على القوانين. - وسيلة النجاة في المبدأ والمعاد وأصول الاعتقاد. باللغة الفارسية. - شرح مبحث الوقت والقبلة من شرح اللمعة. - شرح دعاء كميل ودعاء الصباح. - ترجمة الصحيفة السجادية. ترجمة فارسية على الصحيفة السجّادية. - مقتل الحسين. مقتل باللغة العربية. - التحفة الحسينية. مقتل باللغة الفارسية. - شرح قواعد العلامة. - رسالة في التوحيد. باللغة الفارسية. - شرح دعاء صنمي قريش. | - التقريرات. يحوي هذا الكتاب تقريرات بحث أستاذه حسين الكوهكمري؛ ويقع في ثلاثة مجلدات: الأول في الصحيح والأعم، والاجتهاد والتقليد، والثاني في مقدمة الواجب وحجية الظنون إلى آخر ظواهر الكتاب، وبعض المسائل الفقهية، والثالث في خلل الصلاة. - شرح الدرة المنظومة. شرحٌ على كتاب الدُرّة المنظومة لمحمد مهدي بحر العلوم. - ترجمة مكارم الأخلاق. ترجمة فارسية لكتاب مكارم الأخلاق. - ترجمة نجاة العباد. ترجمة فارسية لكتاب نجاة العباد. - الدرة الغروية. باللغة الفارسية وهو يحتوي بعض الأدعية والأعمال العبادية. - ترجمة مصائب النواصب. ترجمة فارسية لكتاب مصائب النواصب لنور الله التستري. - الرسالة الغروية في جواب المسائل الطبرية. كتابٌ في أصول الدين باللغة الفارسية. - تعقيبات الصلوات. كتابٌ يحتوي الأدعية التي يُتعبّد بها عُقيب الصلوات عند الشيعة. |

### كتب
- أعيان الشيعة. محسن الأمين، طبع بيروت - لبنان، تاريخ الطبع مفقود، منشورات دار التعارف.
- معجم المؤلفين. عمر كحالة، طبع بيروت - لبنان، تاريخ الطبع مفقود، منشورات إحياء التراث العربي.
- الذريعة إلى تصانيف الشيعة. آغا بزرگ الطهراني، طبع بيروت - لبنان، تاريخ الطبع مفقود، منشورات دار الأضواء.

### إشارات مرجعية
1. 1 2 3 4 5 6 7  
الأمين، محسن. أعيان الشيعة - ج9. ص. 443. مؤرشف من الأصل في 2019-12-13.
2. 1 2 3 4 5 6 7 8 9 10 11 12  
كحالة، عمر. معجم المؤلفين - ج11. ص. 67. مؤرشف من الأصل في 2019-12-13.
3. 1 2 3 4 5 6 7 8 9  
الأمين، محسن. أعيان الشيعة - ج9. ص. 444. مؤرشف من الأصل في 2019-12-13.
4. 1 2  
الطهراني، آغا بزرگ. الذريعة إلى تصانيف الشيعة - ج4. ص. 112. مؤرشف من الأصل في 2020-01-10.
5. ↑  
الطهراني، آغا بزرگ. الذريعة إلى تصانيف الشيعة - ج22. ص. 26. مؤرشف من الأصل في 2020-01-26.
6. ↑  الطهراني، آغا بزرگ. الذريعة إلى تصانيف الشيعة - ج13. ص. 257. مؤرشف من الأصل في 2020-01-10.
7. ↑  الطهراني، آغا بزرگ. الذريعة إلى تصانيف الشيعة - ج4. ص. 382. مؤرشف من الأصل في 2020-01-10.
8. ↑  الطهراني، آغا بزرگ. الذريعة إلى تصانيف الشيعة - ج8. ص. 111. مؤرشف من الأصل في 2020-01-10.
9. ↑  الطهراني، آغا بزرگ. الذريعة إلى تصانيف الشيعة - ج4. ص. 139. مؤرشف من الأصل في 2019-12-17.
10. ↑  الطهراني، آغا بزرگ. الذريعة إلى تصانيف الشيعة - ج4. ص. 142. مؤرشف من الأصل في 2019-12-17.
11. ↑  الطهراني، آغا بزرگ. الذريعة إلى تصانيف الشيعة - ج4. ص. 42. مؤرشف من الأصل في 2019-12-17.
12. ↑  الطهراني، آغا بزرگ. الذريعة إلى تصانيف الشيعة - ج21. ص. 77. مؤرشف من الأصل في 2020-01-10.
13. ↑  الطهراني، آغا بزرگ. الذريعة إلى تصانيف الشيعة - ج11. ص. 220. مؤرشف من الأصل في 2019-12-17.
14. ↑  الطهراني، آغا بزرگ. الذريعة إلى تصانيف الشيعة - ج4. ص. 219. مؤرشف من الأصل في 2020-01-10.